# Teemu Salo
Teemu Salo, född den 11 februari 1974 i Hyvinge, Finland, är en finländsk curlingspelare.
Han tog OS-silver i herrarnas curlingturnering i samband med de olympiska curlingtävlingarna 2006 i Turin.